# Galenus Abraham de Haen

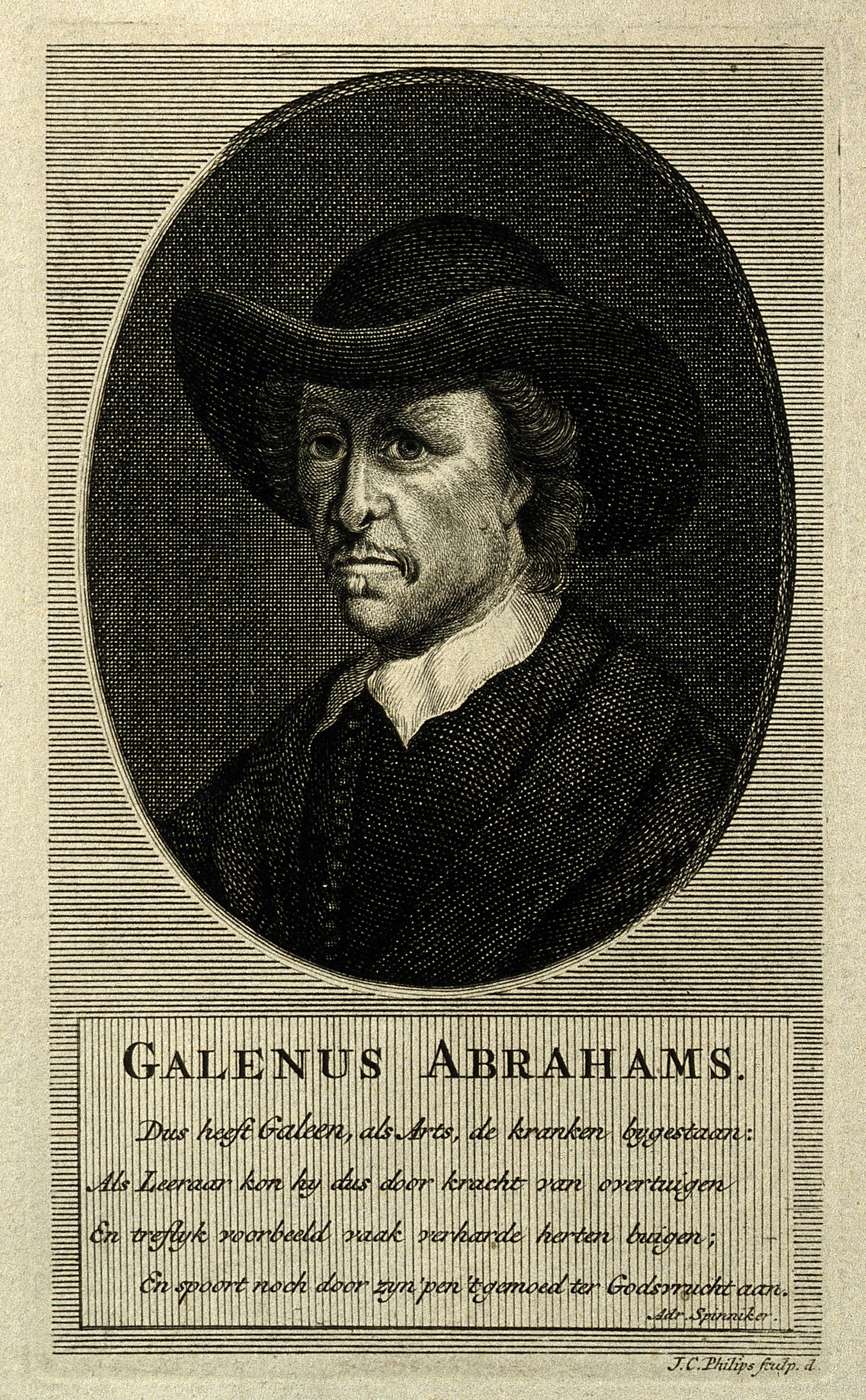
Galenus Abraham de Haen

Galenus Abrahamsz de Haen (* 8. Oktober 1622 in Zierikzee; † 19. April 1706 ebenda) war Arzt und bekannter mennonitischer Prediger in den Niederlanden des 17. Jahrhunderts.
Galenus Abrahamsz wurde 1622 in der Stadt Zierikzee im niederländischen Zeeland als Sohn eines mennonitischen Pfarrers geboren. Nach dem Studium der Medizin an der Universität Leiden ließ sich Galenus 1646 als junger Arzt in Amsterdam nieder. Am 16. September des gleichen Jahres heiratete er die ebenfalls aus einem mennonitischen Elternhaus stammende Saertghen Bierens. 1648 wurde Galenus schließlich zum Prediger der flämischen Gemeinde in Amsterdam berufen.
Galenus Abrahamsz war schon zu Studienzeiten vom aufkommenden Rationalismus beeinflusst und vertrat Ideen des Arminianismus. Hierbei sind insbesondere die über-konfessionellen Rijnsburger Kollegianten zu nennen. Galenus öffnete die Mennoniten für diese neuen Ideen und provozierte so einen Konflikt mit konservativeren Kreisen innerhalb der Amsterdamer Gemeinde. Es kam schließlich zum Bruch zwischen beiden Gruppen. Die bei Galenus verbliebene arminianistische Gruppe nannte sich nach ihrem Versammlungshaus mit dem Zeichen des Lammes Lammisten. Zum Teil wurden sie auch direkt nach Galenus Galenisten oder Remonstrantische Taufgesinnte genannt. Wie die aus der Reformierten Kirche ausgeschlossenen Remonstranten vertraten diese unter anderem das Konzept des freien Willens und lehnten feste Glaubensbekenntnisse ab. Die zweite Gruppe, die unter Samuel Apostool eine neue Gemeinde gründete, nannte sich nach ihrem Versammlungshaus mit dem Zeichen der Sonne Sonnisten. Die Spaltung der Amsterdamer Mennoniten wirkte sich bald auch auf andere niederländische Mennonitengemeinden aus. Erst 1801 vereinigten sich beide Parteien wieder.
Im Jahr 1692 gründete Galenus ein erstes Predigerseminar, das zu einem Vorläufer des heute noch bestehenden Theologischen Seminars der niederländischen Mennoniten (Algemene Doopsgezinde Sociëteit) wurde.
Galenus Abrahamsz und seine Frau Saertghen Bierens hatten wahrscheinlich einen gemeinsamen Sohn. Über weitere Kinder ist nichts bekannt. Galenus unterstützte in seiner Zeit als Arzt und Prediger die aus der Schweiz vertriebenen Mennoniten und auch die aus Frankreich geflohenen Hugenotten. Galenus kam auch mehrmals zu Besprechungen mit Quäkern zusammen. In seiner Freizeit interessierte er sich unter anderem für Alchemie und half zum Teil auch alchemistische Projekte zu finanzieren. Galenus Abraham starb am 19. April 1706 in seinem Geburtsort Zierikzee.